# Charlie Haas
Charles David Haas (nascido em 27 de Março de 1972), é um lutador de wrestling profissional estadunidense, também conhecido como "Charlie" e "Haas Jr.", mais conhecido por seu trabalho na WWE.

## Carreira
Haas e o seu antigo parceiro de tag team no programa SmackDown, Shelton Benjamin, voltaram a reagrupar-se; após um hiato de alguns anos.
Essa dupla foi conhecida como The World's Greatest Tag Team e, recebeu em 2003, o prêmio de melhor tag team do ano, concedido pela revista Pro Wrestling Illustrated.
Durante a sua estadia na SmackDown, Haas ganhou três títulos. Dois títulos de tag team com Shelton Benjamin e um com Rico.

### 2009
Em 2009, no WWE Draft, Hass foi transferido para o SmackDown. Em 28 de fevereiro de 2010, WWE anunciou que Haas foi demitido em 28 de fevereiro de 2010.

### National Wrestling Federation (2011)
Charlie Haas estreou na NWF contra Matt Morgan, e perdeu por DQ depois de acertar Morgan com um Low Blow, golpe que passou a ser uma "marca de Haas. Após isso, Charlie Haas começou a distribuir Low Blow à todos os adversários, inclusive o, na época, Monumental Champion Austin Aries, assim entrando na disputa pelo title.
Samoa Joe também era interessado pelo title, então no PPV Best in the world, Haas, Aries e Joe lutaram em uma triple treath, e Samoa Joe se tornou o campeão.

#### Tournament of Death
A NWF começou um torneio chamado Tournament of death, onde o vencedor teria a chance de lutar no main event do principal PPV da empresa, Charlie Haas era um dos competidores. As matches de Haas foram violentas, na primeira, ele queimou Suicide após o colocar em cima das pirotecnias, já na sua segunda contra Alex Shelley, ele venceu também. A partir daí confusões aconteceram. Charlie estava previsto para lutar contra Rob Van Dam, mas este foi suspenso pelo General Manager da NWF Paul Heyman, dando a vitória por W.O à Charlie Haas.
Nas finais, era Charlie Haas contra Austin Aries, mas para a surpresa de todos, o ex-parceiro de Charlie Haas, Shelton Benjamin, entrou na arena e se auto-declarou o finalista do TOD. Charlie e Shelton lutaram, e o vencedor acabou sendo Charlie Haas, então o mesmo ganhou uma chance para lutar no Wrespetacle I, pelo world championship.

#### Road to Wrespetacle I
Charlie Haas começou uma rivalidade contra Austin Aries, e depois de algumas matches como "parceiro" de Aries, a rivalidade aumentou, chegando a uma match no Hardcore Justice pay-per-view, em uma Singapore Cane match.
No PPV, Haas e Aries fizeram uma match extremamente violenta, acabando com Aries por vencedor.
No show depois do pay-per-view, Haas discutia sua carreira e futuro na NWF, mas o General Manager CM Punk veio ao ring, e desafiou Charlie para uma match. Uma match curta que acabou por DQ de Haas, depois de um Low Blow. CM Punk começou a dar problemas para Haas, e o desafiou para o proximo PPV da NWF, o Lockdown.